# Sternarchorhynchus britskii
Sternarchorhynchus britskii és una espècie de peix pertanyent a la família dels apteronòtids.

## Descripció
- Pot arribar a fer 26,1 cm de llargària màxima.
- 166-178 radis tous a l'aleta anal.
- 80-90 vèrtebres.
- 18-22 radis a l'aleta anal.
- Presència d'escates sobre la línia lateral (al llarg de la regió anterodorsal del cos).
- Té una franja de color blanc a blanc groguenc a la part frontal del cap.
- Aletes pectorals i anal sense vores fosques.[5][6][7]

## Hàbitat
És un peix d'aigua dolça, bentopelàgic i de clima tropical.

## Distribució geogràfica
Es troba a Sud-amèrica: la conca del riu Paranà.

## Observacions
És inofensiu per als humans.